# San Giacomo alla Lungara
San Giacomo alla Lungara, även benämnd San Giacomo in Settignano och San Giacomo in Settimiano, är en kyrkobyggnad i Rom, helgad åt aposteln Jakob. Kyrkan är belägen vid Via della Lungara i Rione Trastevere och tillhör församlingen Santa Dorotea. Tillnamnen ”Settignano” och ”Settimiano” åsyftar den närbelägna Porta Settimiana, en av Aurelianusmurens stadsportar.

## Kyrkans historia
Kyrkan grundades under påve Leo IV:s pontifikat (847–855). Enligt en, numera förlorad, inskrift skall kardinal Cinzio Papareschi år 1185 ha skänkt en predikstol i marmor till kyrkan. Det första bevarade dokumentet, vari kyrkan nämns, är en bulla promulgerad av påve Innocentius III den 13 mars 1198. I bullan förklarar påven San Giacomo som en filialkyrka till Peterskyrkan.
Peterskyrkans kapitel överlät 1231 kyrkan åt Silvestro Guzzolini, som grundade ett silvestrinerkloster på platsen. Dessa munkar lät uppföra kampanilen. Under Julius II återgick 1512 San Giacomo till Peterskyrkans kapitel. Femtio år senare grundade silvestrinerna ett kloster vid Santo Stefano del Cacco. År 1620 överlämnades kyrkan åt franciskanernas tredjeorden som quid pro quo för att de skulle tjänstgöra som koralsångare i Peterskyrkan. Åtta år senare, 1628, lämnade franciskanerna kyrkan och flyttade till Santa Maria dei Miracoli.
Från 1628 innehades klostret och kyrkan av augustinernunnor med sträng regel, kallade Convertite, vilka ägnade sig åt att ta hand om botfärdiga, före detta prostituerade kvinnor. Kardinal Francesco Barberini lät bygga om klostret och kyrkan med Luigi Arrigucci som arkitekt, assisterad av Domenico Castelli och Domenico Quadri. Denna ombyggnad möjliggjordes bland annat av konsistorialadvokaten Ippolito Merendas (död 1636) donation på 20 000 scudi. Arrigucci omvandlade kyrkans interiör från treskeppig till enskeppig. Klostertomten var avskild från Villa Farnesina med en kort gränd som ledde till färjeläget vid Tibern. En bit av denna gränd finns kvar som Salita del Buon Pastore.
Nunneklostret undgick den italienska statens exproprieringsprogram under 1870-talet, då fastigheten fortfarande tillhörde Peterskyrkans kapitel. Emellertid revs klosterbyggnaden år 1887, då Lungotevere della Farnesina, som ett led i regleringen av Tibern, anlades. Kyrkan skonades men dekonsekrerades och övergavs. Den italienske arkeologen och historikern Mariano Armellini noterade några år senare att kyrkan hotades av rivning. År 1900 företogs ånyo en restaurering av kyrkan. Denna bekostades av Peterskyrkans kapitel, franciskanorden samt prästen Simplicio Bonafede. Arbetena leddes av ingenjören Raffaele Ingami (1838–1908). Den 25 juli året därpå ägde kyrkans nykonsekrering rum.
Mellan 1910 och 1912 uppfördes en ny klosterbyggnad för franciskankonventualer efter ritningar av ingenjören Enrico Casini. 1916 företogs omfattande restaureringsarbeten av kyrkans interiör, bekostade av ärkebiskop Antonio Maria Grasselli (1827–1919), som hade dragit sig tillbaka till klostret. Marmoraltare uppfördes, fresker målades, kassettaket förgylldes och golvets lades om. År 1929 byggdes klostret om och 1964 restaurerades kyrkan ånyo.

## Kyrkans exteriör

### Kampanilen

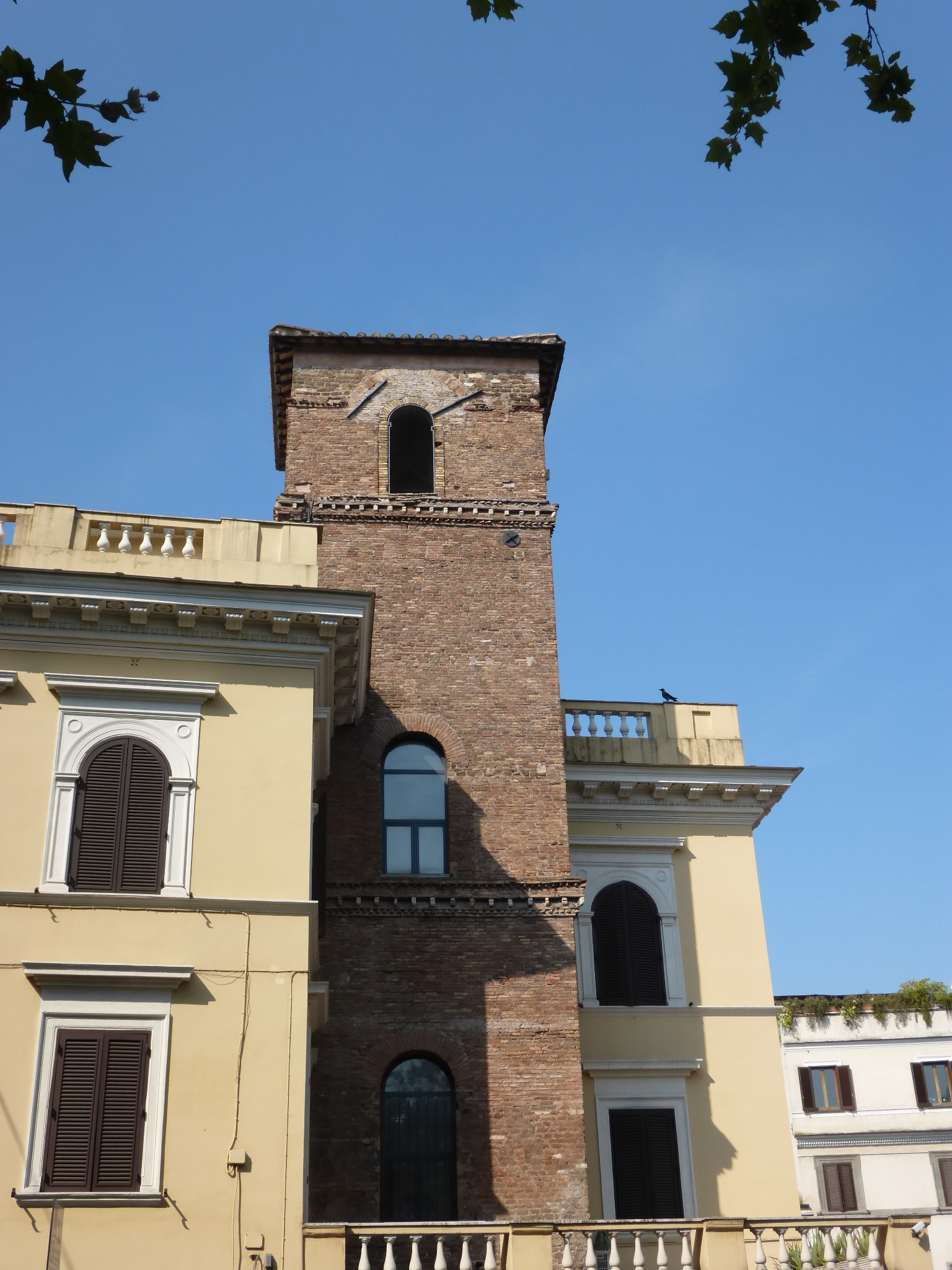
Kyrkans kampanil.

Kyrkan är känd för sin romanska kampanil från 1200-talet. Den är uppförd i tegel och har tre våningar. Det är den enda medeltida kampanilen i Rom med endast en ljudöppning per våning och sida.

### Fasaden
Barockfasaden är byggd i gul kalksten med arkitektoniska element i vit marmor. Ingångsporten kröns av ett triangulärt pediment. Den nedre våningen har fyra korintiska pilastrar, varav de två innersta är dubblerade. Kapitälen pryds av Barberiniättens heraldiska bin. Den övre våningen har fyra joniska pilastrar, vilka flankerar ett fönster, krönt av ett brutet triangulärt pediment.

## Kyrkans interiör
Interiören har en rektangulär grundplan med rundade hörn, i vilka kompositapilastrarna är fyrdubblade. Förutom högaltare har kyrkan två sidoaltaren. Högaltarmålningen framställer Den helige Jakob, attribuerad till Giovanni Francesco Romanelli. Sidoaltarna hade före restaureringen 1900 målningar av Girolamo Troppa: Den helige Augustinus respektive Den botfärdiga Maria Magdalena. Troppas verk ersattes av Jesu födelse till höger och Den heliga Anna och Jungfru Maria till vänster.
På höger sida i koret sitter Ippolito Merendas epitafium, ritat av Giovanni Lorenzo Bernini och skulpterat omkring 1641. Epitafiet, som tidigare befann sig i klosterbyggnaden, består av ett bevingat skelett som håller upp en svepning med sina händer och tänder. Svepningen i vit marmor har följande inskription:

## Bilder

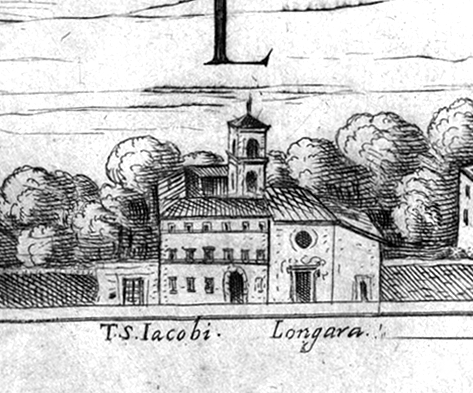
San Giacomo alla Lungara (T.S. Iacobi Longara) på Antonio Tempestas Rom-karta från 1593 (reviderad av Domenico de Rossi 1693).
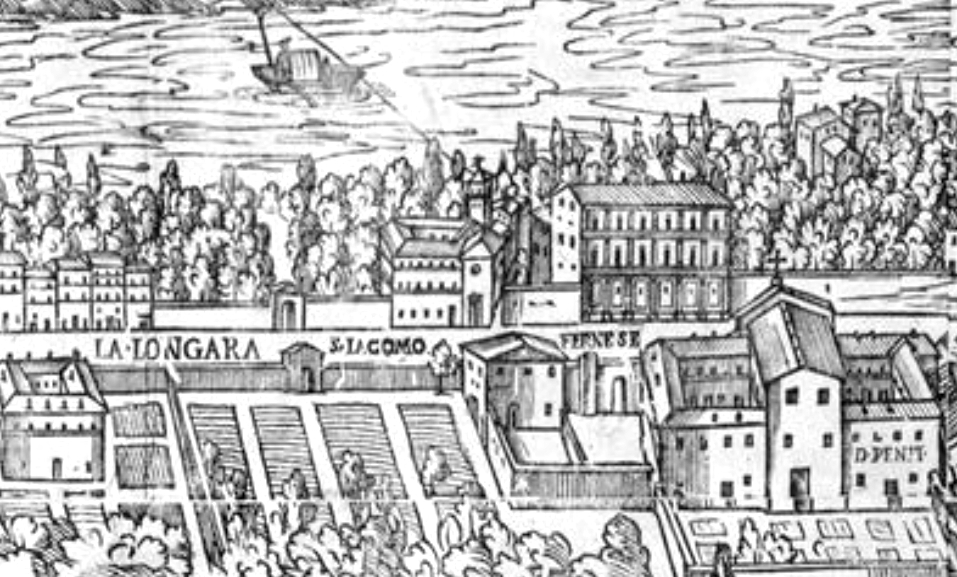
San Giacomo alla Lungara (S•IACOMO) på Maggis, Maupins och Losis Rom-karta från 1625.